# Opus imperfectum in Matthaeum

Deckenmosaik im Baptisterium der Arianer in Ravenna, 5./6. Jahrhundert

Opus imperfectum in Matthaeum („Unvollständiges Werk über Matthäus“) ist ein lateinisch verfasster Kommentar zum Matthäusevangelium, der fälschlich Johannes Chrysostomos zugeschrieben wurde. Unvollständig ist er, weil es zwei größere Lücken gibt (zwischen Mt 8,14 und Mt 10,15 sowie zwischen Mt 14 und Mt 18). Auch bricht das Werk nach der Auslegung von Kapitel 25 ab, kommentiert also nicht die Passions- und Ostergeschichte.

## Verfasser, Entstehungsort und -zeit
Pseudo-Chrysostomos, ein Kleriker, schrieb lateinisch und benutzte die Vulgata, beherrschte aber die griechische Sprache und verwendete griechische Lehnwörter. Der Abfassungsort wäre daher in einer Kontaktzone lateinisch- und griechischsprachiger Bevölkerung, möglicherweise auf dem Balkan, zu suchen (Dacia, Moesia, Illyricum). Er erwähnt in seinem Werk einen Kaiser Theodosius ohne weitere Definition, so dass er entweder vor der Regierungszeit Theodosius’ II. (408–450) oder während derselben schrieb, denn nach dem Ende seiner Regierungszeit hätte er näher bezeichnen müssen, welchen Theodosius er meinte.
Es werden drei Kandidaten für die Identität von Pseudo-Chrysostomos diskutiert:
- Timotheus, ein arianischer Priester in Konstantinopel, aus der exegetischen Schule des Origenes;
- Maximinus, arianischer Bischof, der selbst wohl kein Gote war, diese aber auf ihrer Wanderung vom Balkan nach Nordafrika begleitete;
- Anianus von Celeda, ein Diakon und Pelagianer.

## Inhalt
Es ist für einen modernen Leser erstaunlich, dass das Opus imperfectum im Mittelalter dem orthodoxen Kirchenlehrer Chrysostomos zugeschrieben werden konnte, obwohl der Verfasser offensichtlich arianische Positionen vertritt. Möglich war das, weil arianische Anschauungen nicht den Kommentar als ganzen prägen, sondern einzelne Auslegungen, im Wesentlichen vier:
- zu Mt 8,9 ZB: Der Sohn ist geringer als der Vater.
- zu Mt 20,8 ZB: Wenn im Gleichnis der Vater der Hausherr ist und der Sohn der Hausverwalter, ist er geringer als der Vater.
- zu Mt 20,23 ZB: Der Sohn bezieht seine Autorität vom Vater.
- zu Mt 23,32 ZB: Der Glaube an drei wesensgleiche göttliche Personen ist Heidentum in christlichem Gewand.[3]

## Rezeption
Im Mittelalter stand das Opus imperfectum in hohem Ansehen; Thomas von Aquin äußerte, er hätte lieber eine vollständige Ausgabe dieses unvollständigen Kommentars, als Bürgermeister von Paris zu sein. Außer von Thomas von Aquin wurde das Buch auch von Abaelard und Bonaventura, der Devotio moderna, John Wycliff und Jan Hus rezipiert. Die Wirkungsgeschichte des Opus imperfectum brach mit dem Jahr 1530 ab, als Erasmus von Rotterdam nachwies, dass der Verfasser ein anonymer Arianer war. Bibelauslegungen durch einen antiken Ketzer waren in der Reformationszeit nicht zitierfähig.

## Werkausgaben
- Joop van Banning (Hrsg.): Opus imperfectum in Matthaeum. Praefatio (= Corpus Christianorum Series Latina. (CCSL) 87B). Brepols, Turnhout 1988.
- Thomas C. Oden (Hrsg.): Incomplete Commentary on Matthew (Opus imperfectum). 2 Bände. Übersetzt von James A. Kellerman. InterVarsity Press, Downers Grove 2010.
- Bernard de Montfaucon u. a (Hrsg.): Sancti patris nostri Joannis Chrysostomi, archiepiscopi constantinopolitani, opera omnia quae exstant, vel quae ejus nomine circumferuntur, Band 6, Neuausgabe, Paris und Leipzig 1836, S. 741–972 (Digitalisat)